# Pegomya moehringiae
Pegomya moehringiae este o specie de muște din genul Pegomya, familia Anthomyiidae, descrisă de Willi Hennig în anul 1957.
Este endemică în Germania. Conform Catalogue of Life specia Pegomya moehringiae nu are subspecii cunoscute.